# 446
446 (CDXLVI) var ett normalår som började en tisdag i den julianska kalendern.

## Händelser

### Okänt datum
- En synod hålls av Turibius av Astorga.
- Flavian blir patriark av Konstantinopel.

## Födda
- Liu Chuyu, kinesisk prinsessa.

## Avlidna
- Proclus, patriark av Konstantinopel.